# Baviaans
Baviaans (officieel Baviaans Plaaslike Munisipaliteit) is een voormalige gemeente in het Oost-Kaapse district Sarah Baartman in Zuid-Afrika. De nieuwe gemeente heet Dr Beyers Naudé.
De voormalige gemeente is genoemd naar de Baviaanskloof, een natuurgebied van 184.385 hectare.

## Hoofdplaatsen
Het nationaal instituut voor de statistiek, Stats SA, deelt sinds de census 2011 de 17.761 inwoners in in 5 zogenaamde hoofdplaatsen (main place):
Baviaans NU • Rietbron • Steytlerville • Vuyolwetho • Willowmore.